# Isidora la federala y mazorquera
Isidora la federala y mazorquera ist eine gegen Juan Manuel de Rosas agitierende Verserzählung von Hilario Ascasubi in 431 Versen und zwei Teilen. Ihr vollständiger Titel lautet:
Isidora la federala y mazorquera. Relación que del embarque, del viaje y del fin trágico de la Arroyera le fue remitido desde el campamento de Oribe al gacetero Jacinto Cielo, por su amigo Anastasio el Chileno, el cual andaba de bombero de los patriotas entre los sitiadores de Montevideo
– auf Deutsch etwa: Isidora, die Föderalistin und Rosas-Anhängerin. Schilderung der Einschiffung, Überfahrt und des tragischen Endes der Arroyera (Bewohnerin von San Nicolás de los Arroyos), die dem Zeitungsverkäufer Jacinto Cielo, der als Feuerwehrmann der Patrioten unter den Belagerern Montevideos unterwegs war, von seinem Freund Anastasio el Chileno (Anastasio der Chilene) vom Quartier Oribes aus geschickt wurde.
Ds Werk wurde zunächst zwischen 1839 und 1851 einzeln, sowie 1872 schließlich im Sammelband Paulino Lucero o los gauchos del Río de la Plata cantando y combatiendo contra los tiranos de la República Argentina y Oriental del Uruguay (1839 a 1851) (1872) veröffentlicht.

## Inhalt
Wie La Refalosa (1843) ist Isidora la federala y mazorquera aus der Sicht der Föderalisten, d. h. der politischen Gegner des Unitariers Ascasubi geschildert.

### Erster Teil (Vers 1–152)
- Isidora schifft sich in Buceo, damals noch ein Hafen in der Nähe von Montevideos, ein. In der Nacht zuvor hat sie an einem Tanzfest teilgenommen, auf dem sie eine Gitarre auf dem Kopf eines Soldaten zerschlagen hat. Außerdem hat sie sich beim Refalosa-Tanz mit dem argentinischen Admiral Guillermo bzw. (weil in Irland geborenen) William Brown ihren Fuß verrenkt. Sie ist von San Nicolás de Arroyos mit den Unterstützern Rosas’ und Oribes nach Uruguay gekommen. Isidora ist eine mit Manuela, der Tochter Juan Manuel de Rosas’ befreundete Föderalistin. Es wird angedeutet, dass sie sich in finanziellen Nöten befunden hat und an einer eigenartigen Augenkrankheit leidet. Dennoch ist Isidora bei den Männern beliebt, zumal sie sich keinem verweigert. Zu ihrem Abschied am Hafen hat sich deshalb ein schweigsames Gefolge von Männern eingefunden. Isidora selbst lässt jedoch keine Trauer erkennen. Sie trägt das Abzeichen der Rosas-Anhänger und auch sonst eine eigenartige Aufmachung. Beim Abschied von ihren Männern fällt ihr ein Dolch, den ihr Manuel Oribe geschenkt hat, und den sie am Strumpfband trägt, heraus. Ein befreundeter Chirurg hebt ihn auf und reicht ihn ihr, fällt dabei allerdings beinahe auf den Bauch.
- Beim Abschied beklagt sich Isidora gegenüber ihrem Augenarzt über die Unfreundlichkeit und mangelnde Solidarität der Uruguayerinnen mit den Föderalistinnen. Aus Groll gegenüber den Uruguayerinnen möchte sie mit ihrer Freundin Melchora kommen, die Uruguayerinnen ohrfeigen und dazu zwingen, das Abzeichen der Föderalisten zu tragen, selbst wenn sie das Abzeichen mit Schiffsteer befestigen muss. Der Groll Isidoras ist auch sozialer Natur, denn sie fühlt sich durch die Arroganz der Uruguayerinnen gekränkt, die sämtlichst den französischen Kleidungsstil pflegen und sich auf diese Weise von den eher mittellosen Föderalisten abgrenzen. Isidora würde sie am liebsten Mazorca oder Tin tin  tanzen sehen. Sie frohlockt, dass Oribe, wie Rosas ihr geschrieben habe, demnächst Montevideo einnehmen werde. Auch sie will ihre Rückkehr als Drohung verstanden wissen.
- Am Strand angekommen, wird sie von einem der Männer auf der Schulter zum Boot getragen, damit sie nicht nass wird.

### Zweiter Teil (Vers 153–431)
- All das, was im ersten Teil erzählt worden ist, hat Anastasio von einem Spion erfahren, der sich bei Rosas aufgehalten hat. Der Erzähler wiederum weiß über Anastasio von alledem, was sich zugetragen hat. Die Überfahrt Isidoras auf einem Schiff des besagten Admirals Brown war kurz. Allerdings wurde Isidora zwischendurch seekrank. Erst durch eine Flasche Wacholderschnaps, die sie in einem Zug leergetrunken hat, soll sie sich wieder erholt haben. Tee hatte sie als ausländisches Getränk abgelehnt. Wenn ihr schlecht war, trank sie lediglich Mate aus Kamille oder Wildrose. Nach der Flasche Gin hat sie zur Auskurierung der Seekrankheit die halbe Schiffs-Küche leergegessen.
- Auf der argentinischen Seite angelangt, wurde sie mit einem Boot vom Schiff zum Ufer gebracht und auf den Schultern eines Seemanns schließlich an Land gebracht. An Land wiederum wurde sie von Manuel Corvalán, dem Adjutanten Rosas’, in Empfang genommen. Arm in Arm sind sie durch die Stadt gegangen. Corvalán erkundigte sich nach Fructuoso Rivera und dem General José María Paz, beides politische Gegner Rosas’. Isidora konnte ihm nicht antworten, da ihr von der Überfahrt noch schlecht war und sie so schnell wie möglich das Haus Rosas’ erreichen wollte.
- Kaum im Hause Rosas’ angekommen, wurde Isidora von Manuela, der Tochter des Restaurador empfangen. Manuela beklagte sich darüber, dass sich Isidora lange nicht mehr bei ihr gemeldet hatte. Als Beweis ihrer Freundschaft hat ihr Isidora daraufhin ein Stück Fleisch geschenkt, das sie einem Franzosen abgeschnitten hatte. Manuela sollte es neben die Ohren stellen, die Oribe Manuela einst geschenkt hatte. Manuela führte Isidora zum Dank in das Zimmer ihres Vaters, um ihr die Körperteile der politischen Gegner Rosas’ zu zeigen, die dieser dort als Trophäen aufbewahrte. Rosas’ Zimmer wird daraufhin als eine Art Rumpelkammer beschrieben, in der lauter Folterinstrumente aufgehäuft sind. Anschließend werden die Trophäen aufgezählt, die der Erzählung zufolge dort von Rosas aufbewahrt wurden. Unter einer Peitsche befand sich ein Schild, auf dem darauf hingewiesen wurde, dass diese aus der Haut Berón de Astradas gefertigt worden sei, der als Gouverneur von Corrientes gegen Rosas in den Krieg gezogen war. Ein rumpfloser Kopf gehörte einst Juan Zelarrayán, den Rosas 1831 wegen einer Befehlsverweigerung hat hinrichten lassen. Neben einem Bart und einem Abschnitt einer Kehle, wird auf einem Zettel auf dessen ursprünglichen Besitzer, dem Kommandanten Maciel verwiesen, der unter Lavalle gegen Rosas gekämpft hatte. Des Weiteren ist der Griff eines Messers aus den sterblichen Überresten von Manuel Vicente Maza hergestellt worden, der einst für Rosas gearbeitet hatte, dann aber wegen Verrats von dessen Geheimpolizei ermordet wurde. Während Isidora die Trophäen bestaunte, empfand sie Genugtuung und Schadenfreude gegenüber den Unitariern und Feinden Rosas’. Sie sah in ihnen eine Abschreckung gegen jeden, der sich nicht der Autorität des von ihr verehrten Rosas fügte. Selbst für Manuel Oribe, der Ambitionen hatte, der Präsident Uruguays zu sein, sollten, Isidoras Meinung nach, die Trophäen abschreckend wirken, denn für Isidora konnte es nur Rosas als Herrscher geben.
- Schließlich betrat Rosas sein Zimmer. Er trug Unterwäsche, war betrunken und fluchte, weil der Unitarier Venancio Flores in Uruguay in der Schlacht von Horqueta del Rosario seinen General Angel Núñez besiegt hatte. In seinem Zorneswahn ließ Rosas Isidora daraufhin von seinen Schergen abführen. Diese wurde daraufhin ohnmächtig. Kurz vor der Hinrichtung Isidoras flehte Manuela um das Leben ihrer Freundin, doch Rosas ließ sich nicht erweichen, denn er hatte Angst, dass Isidora verraten könnte, dass er sich von den Niederlagen, die er gegenüber den Unitariern erlitten, habe beeindrucken lassen. Am meisten fürchtete sich Rosas vor Fructuoso Rivera, der ihn in eine Kanone stecken und in die Hölle schießen wollte, damit er dort als Restaurador für Ruhe und Ordnung sorgte.
- Als Isidora tot war, setzte sich der weiterhin betrunkene Rosas auf ihren Leichnam, küsste ihn, lachte dabei schallend. Die "Indianer", die Isidora abgeführt hatten, ließ er den Leichnam auf die Straße werfen, damit er rechtzeitig von der Müllkutsche abgeholt werde. Die Erzählung schließt mit der Moral, dass die unglückliche Arroyera ein unheilvolles Ende gehabt habe und es iht nichts gebracht habe, Föderalistin und Anhängerin Rosas’ zu sein.

## Weitere Informationen
- Die in Isidora la federala y mazorquera erwähnten Tänze haben einen makabren Beigeschmack, wie in La Refalosa (1843), einer weiteren Dichtung Ascasubis, deutlich wird.
- Die Beschreibung der Einrichtung von Rosas’ Zimmer erinnert an die des Viejo Vizcacha in José Hernández’ La vuelta de Martín Fierro (1879) in den Versen 2601–2630 (17. Gesang). Der Viejo Vizcacha ist darin ein Sonderling, bei dem der zweite Sohne Martín Fierros unterkommt und der wegen der ihm von José Hernández in den Mund gelegten pikaresken Weisheiten (Vers 2311–2432 bzw. 15. Gesang) berühmt wurde.

### Textausgaben
"Isidora la federala y mazorquera. Relación que del embarque, del viaje y del fin trágico de la Arroyera le fue remitido desde el campamento de Oribe al gacetero Jacinto Cielo, por su amigo Anastasio el Chileno, el cual andaba de bombero de los patriotas entre los sitiadores de Montevideo", in: Poesía gauchesca. Biblioteca Ayacucho, Caracas 1977.